# Degelia
Degelia — рід грибів родини Pannariaceae. Назва вперше опублікована 1981 року.